# Leopoldstädter-Polka
Leopoldstädter-Polka, op. 168, är en polka av Johann Strauss den yngre. Den framfördes första gången den 29 januari 1855 i danslokalen Zum Sperl i Wien.

## Bakgrund
Wienerförorten Leopoldstadt (nuvarande Bezirk nr 2) hade en speciell plats i musikfamiljen Strauss liv. Här föddes Franz Borgias Strauss (1764-1816), liksom hans äldste son Johann Strauss den äldre (som också dog här). Det var också födelseplatsen för Johanns döttrar Anna (1823-1903) och Therese (1831-1915), liksom hans söner Ferdinand (född och död 1834) och Eduard. Den mest kände medlemmen av familjen Strauss, Johann Strauss den yngre, var inte född i Leopoldstadt, utan i Sankt Ulrich som låg i en annan förort. Mellan 1833 till 1886 var det eleganta "Hirschenhaus" hem för familjen Strauss. Från 1863 till 1879 bodde Johann Strauss den yngre i en våning på Praterstrasse 54 i Leopoldstadt - i dag ett Strauss Museum - där många av hans mest älskade kompositioner tillkom, däribland An der schönen blauen Donau.

## Historia
När en kommitté bildades i Leoppoldstadt i januari 1855 för att vara värd för en välgörenhetsbal i danslokalen Zum Sperl vände de sig till Johann Strauss den yngre och bad honom att komponera ett musikstycke. Strauss skrev polkan och dirigerade framförandet vid nämna tillställning den 29 januari 1855. Verket fick en andra premiär vid en annan välgörenhetskonsert i Volksgarten den 22 april, då det annonserades som en nyhet. I juli publicerades polkan och stannade därefter i Straussorkesterns repertoar under lång tid.

## Om polkan
Speltiden är ca 3 minuter och 46 sekunder plus minus några sekunder beroende på dirigentens musikaliska tolkning.